# Wilhelm Abraham Teller

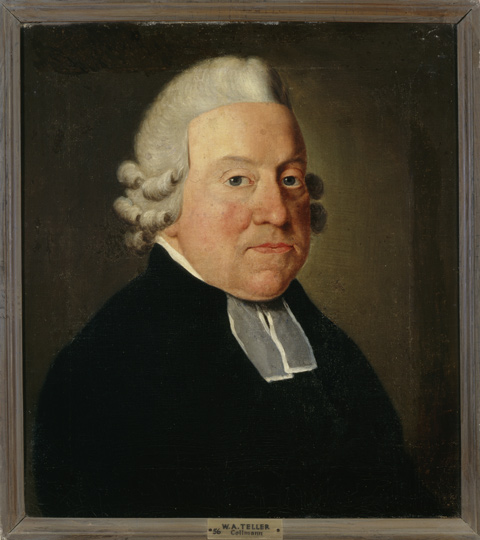
Wilhelm Abraham Teller, Gemälde von Ferdinand Collmann, 1795, Gleimhaus Halberstadt

Wilhelm Abraham Teller (* 9. Januar 1734 in Leipzig; † 9. Dezember 1804 in Berlin) war ein evangelischer Theologe, Kirchenlieddichter, Universitätsprofessor und Aufklärer.

## Leben
Wilhelm Abraham war ein Sohn des Theologen Romanus Teller. Er studierte ab 1749 in seiner Heimatstadt Leipzig Theologie und Philosophie. Im Jahr 1761 übernahm er einen Lehrstuhl an der Universität Helmstedt. Der Aufklärungstheologe schrieb bedeutende theologische Abhandlungen. Zu seinen Werken gehört das aufklärerische Lehrbuch des christlichen Glaubens, das 1764 in Halle erschien und heftigen Widerspruch in den mitteldeutschen Landen auslöste. Der drohenden Einengung seines Wirkungskreises begegnete er mit seiner Abwanderung nach Preußen. 1767 wurde er zum Propst an der Petrikirche in Cölln und zugleich zum Oberkonsistorialrat am lutherischen Oberkonsistorium in Preußen berufen. Hier arbeitete er eng mit seinen lutherischen Kollegen Johann Joachim Spalding und Johann Samuel Diterich, aber auch dem reformierten Hofprediger August Friedrich Sack zusammen. Er gehörte der Berliner Gesellschaft der Freunde der Aufklärung an. Die Preußische Akademie der Wissenschaften wählte ihn 1786 zum ordentlichen Mitglied.
Er war ein Förderer des Theologen Gottfried August Ludwig Hanstein, der Teller nach dessen Tod in allen seinen Ämtern nachfolgte.
Teller heiratete am 6. Juni 1763 in Leipzig Rahel Sophia Börner (* 17. April 1731 Leipzig; † 2. April 1813 in Berlin), die Tochter des Professors der Theologie Christian Friedrich Börner und dessen zweiter Frau Rahel Christiane Schreiter. Die Ehe blieb kinderlos.

## Weitere Werke (Auswahl)
- Erste Sammlung einiger Predigten, von D. Wilhelm Abraham Teller, Helmstedt auf Kosten und zum Besten des Fürstlichen Waisenhauses. 1769
- Wörterbuch des Neuen Testaments zur Erklärung der christlichen Lehre Mylius, Berlin 1772 (Digitalisat); 5. Auflage 1805.
- Predigten von der häuslichen Frömmigkeit und dem gottesdienstlichen Gesang Berlin, 1773. (Digitalisat in der Digitalen Bibliothek Mecklenburg-Vorpommern)
- Predigten und Reden bey besonderen Veranlaßungen. Zwei Teile. Lagarde und Friedrich, Berlin 1787 (Digitalisat Teil 1, Digitalisat Teil 2).
- Anleitung zur Religion überhaupt und zum Allgemeinen des Christenthums besonders. Zwei Teile, August Mylius, Berlin 1792 (Digitalisat)
- Die Religion der Vollkommnern. Von D. Wilhelm Abraham Teller/ als Beylage zu desselben Wörterbuch und Beytrag zur reinen Philosophie des Christenthums. Berlin, bey August Mylius. 1792. (Digitalisat) Zweyte von neuem durchgesehene Auflage ebd. 1793.
- Die Briefe der Apostel Jesu. Wesselhöft, Chemnitz 1794.
- Predigt zum Gedächtniß Sr. Maj. Friedrich Wilhelm des Zweiten Königes von Preußen. Mylius, Berlin 1797.